# 임윤호
임윤호(1989년 10월 20일 ~ )은 대한민국의 배우이다.

## 연기 활동

### 드라마
- 2013년 MBC 수목드라마 《7급 공무원》 ... JJ 역
- 2013년 KBS1 일일연속극 《지성이면 감천》 ... 장동욱 역
- 2014년 TV조선 아내 본능탐구 드라마 《아내스캔들 - 바람이 분다》 ... 젊은남 역
- 2014년 OCN 일요드라마 《신의 퀴즈 4》 ... 고경한 역
- 2015년 KBS2 단막극 《KBS 드라마 스페셜 - 바람은 소망하는 곳으로 분다》 ... 천 상사 역
- 2015년 MBC 일일연속극 《불굴의 차여사》 ... 김선우 역
- 2015년 KBS2 웹드라마 스페셜 《프린스의 왕자》 ... 이몽룡 역
- 2018년 SBS 아침연속극 《강남 스캔들》 ... 최서준 역

### 영화
- 《킬링 디바》 (2017년) - 조연
- 《흥부》 (2018년) - 정용필 역

### 광고
- 에비수

### 뮤직비디오
- 2015년 에일리 《너나 잘해》
- 2016년 김완선 《Can Only Feel》

## 같이 보기
- 김완선